# Bulgarien i olympiska vinterspelen 1988
Bulgarien deltog med 26 deltagare vid de olympiska vinterspelen 1988 i Calgary. Ingen av landets deltagare erövrade någon medalj.